# アイスクリームトラック

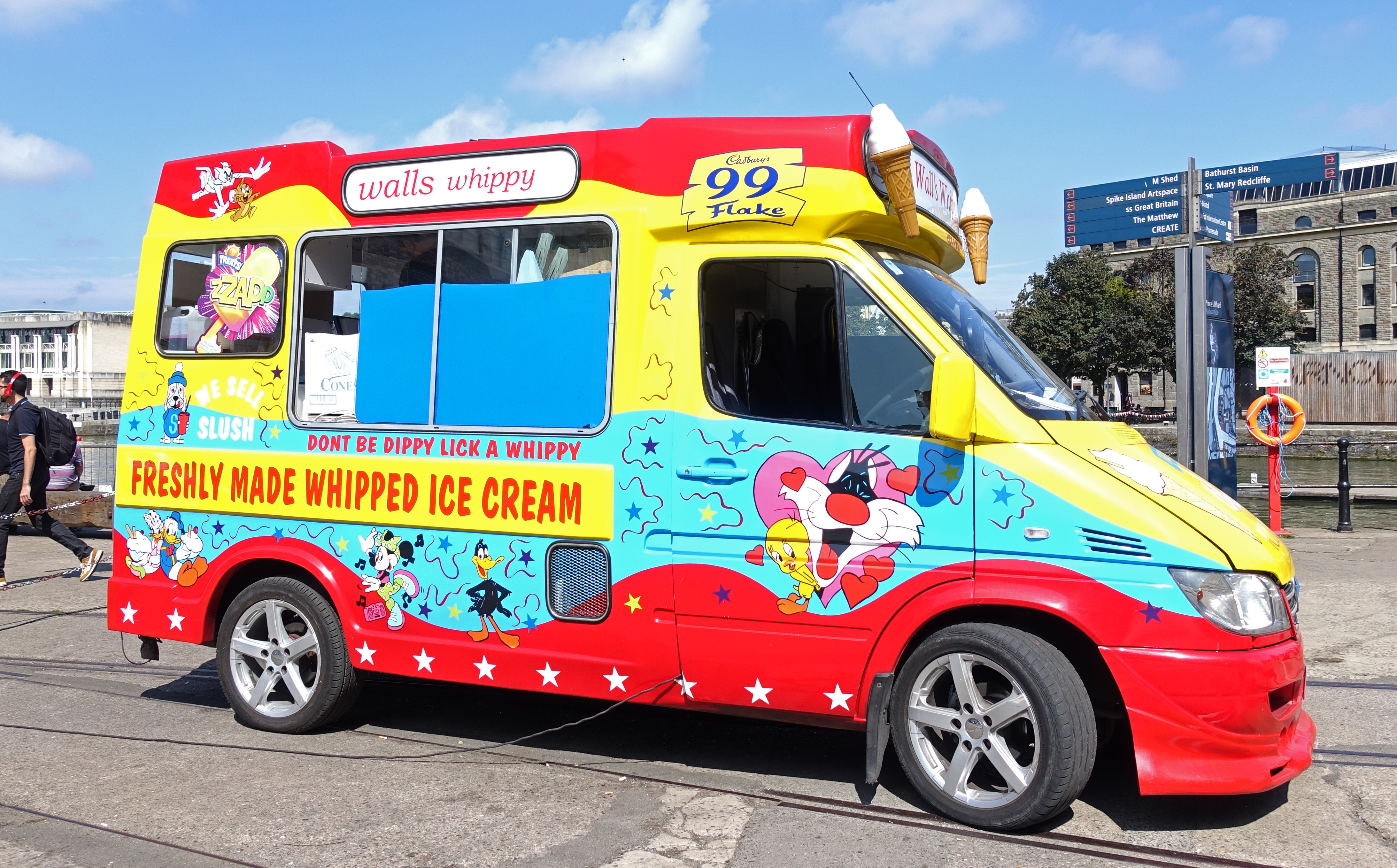
ブリストルのバン

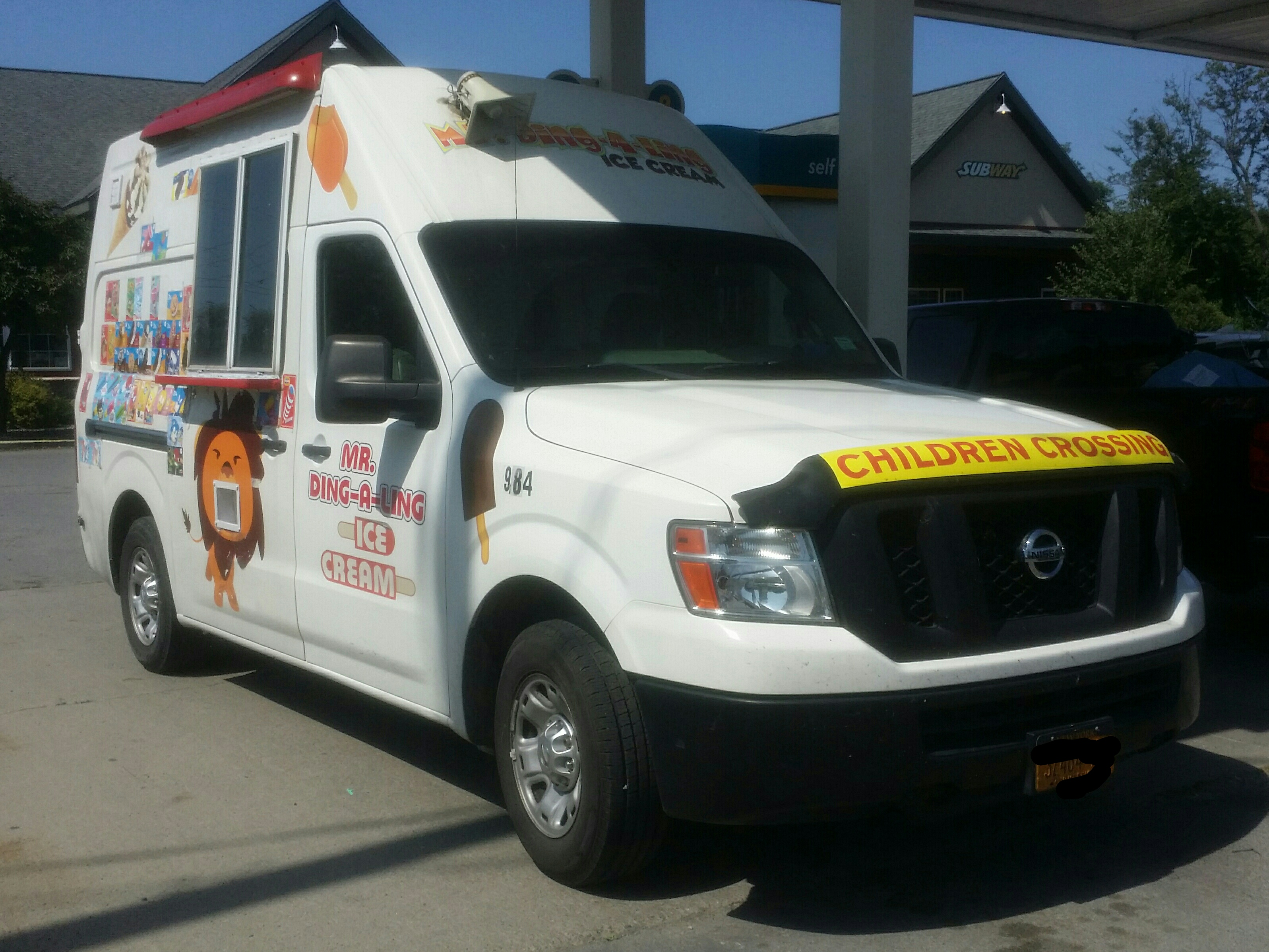
ニューヨーク州の日産 NV2500アイスクリームトラック

アイスクリーム・バン（英: ice cream van）またはアイスクリーム・トラック（北米: ice cream truck）は、通常、春から夏にかけてアイスクリームの移動販売車として活躍する商用車である。公共イベントや公園、海岸など人が集まる場所に駐車しているのをよく見かける。また、学校の外や住宅街など、子どもたちが遊ぶ場所の近くを移動することも多い。通常、次の通りへ移動する前に少し停車する。側面には配膳口として使う大きなスライドする窓があり、商品の写真と価格が表示されている。
アイスクリームバンでは、事前に製造された袋詰めのアイスキャンディーや、機械で作られたソフトクリームはコーンに入れられ、イギリスではチョコレートフレークが、その他には砂糖入りシロップ、スプリンクルなどのトッピングが添えられていることが多い。アイスクリームトラック業界では、ほとんどのトラックは個人経営であり、フランチャイズやチェーン店はほとんどないが、中にはフランチャイズやチェーン店が存在することもある。
また、ソフトドリンク市場の空白を埋めるために、冷蔵庫の容量を利用して冷たい缶やペットボトルを販売するなど、多角的に展開している地域もある。

## 装飾と効果音
アイスクリームのバンには、アイスクリームの絵や、アニメのキャラクターなど、鮮やかな装飾が施されていることが多い。また、ペイントされた注意書きは、「立ち止まって買ってね！」という商業的な目的から、通行するドライバーに子供がトラックの視界に飛び出したり、車の背後から予告なく現れるという警告を表す「子供の上を車で滑るな！」という真面目な目的まで、さまざまである。
アイスクリームバンの特徴はメロディー。アイスクリームに使われている曲はアメリカ民謡が多い。以下の曲が流されることが多い。
- 峠の我が家
- 草競馬 (歌)
- コロラドの月
- オクラホマミキサー
- 子守歌 (ブラームス)（ドイツ）
- エンターテイナー（英語版）
- 小さな世界
- ピクニック
- ラ・クカラーチャ（スペイン）
- Oh! Oh! Antonio

## 歴史
初期のアイスクリームバンは、ほとんどの家庭が冷凍庫を所有していなかった時代に、シンプルなアイスクリームを運んでいた。冷凍庫が一般的になるにつれ、アイスクリーム・バンはバーやアイスキャンディーなどの目新しいアイスクリームを売るようになった。アメリカ領バージン諸島、イギリス領バージン諸島、ノルウェー、スウェーデン、ドイツでは、この車は冷凍車に基づいたフォードとメルセデスベンツが用途にかなっている。

## 英国
英国では主に、すくい取るアイスを販売し、冷凍庫のみを備えたハードバンと、冷凍庫に加え、アイスクリームコーンやスクリューボールを提供するためのソフトクリーム「ウィッピー」マシンを備えたソフトバンの2種類がある。通常、工場出荷時の標準的なバンを改造し、後部が切り取られ、ファイバーグラス製のボディに変更されている（軽量化のため）。
イギリスの気候のせいで、アイスクリーム・バンの経営は夏以外では非常に難しいだけでなく、予測不可能なビジネスでもある。夏の熱波で数日は好調でも、天候が回復すると売り上げが激減する。そのため、隣接する地域のアイスクリーム販売店同士が熾烈な競争を繰り広げ、誰がその地域でアイスクリームを売る権利があるのかが争点となる。このため、アイスクリーム販売車の中には、他の季節にクリスプ、チップス、ハンバーガー、ホットドッグなど、他の商品を販売する業者も出てきている。
多くの自治体、特に既存のストリートマーケットがあるロンドンの自治体では、路上販売規制により、アイスクリームの販売車が一箇所に留まることを禁止している。また、この法律には、特定の通りにおいてアイスクリームのバンを禁止する権限も含まれている。現在ロンドンの自治体では一日一通りあたり15分の商売に制限する法案が提出されている。また、チャイムの使用については、音量は80 dBまで、時間は12秒までという全国的な規範が存在するが、ほとんど守られることも施行されることもない。また、病院や学校、教会の近くでは、それらが使用中の場合は、チャイムを3分に1回以上の頻度で鳴らしてはならないことになっている。
スコットランドでは、アイスクリームのバンが密輸タバコの販売に使われたり、1980年代のグラスゴー・アイスクリーム戦争では、違法薬物を販売するためのフロント組織として使われたりしてきた。

### アイスクリームバン製造者
チェシャー州クルー（Crewe, Cheshire）に本社を置くウィットビー・モリソン社（Whitby Morrison）は、ブライアン・ウィットビー（Bryan Whitby）が1965年にバンの駆動機構から動力を得てソフトクリームを製造する移動式アイスクリーム製造装置の英国特許を申請して設立された会社である。現在、同社は年間約100台のバンを生産する英国最大のアイスクリームバンメーカーであり、その製品は60カ国以上に輸出されている。また、同社は搭載するソフトスクープ（すくう）マシンを動かすための完全電動車載バッテリーシステムを開発しており、最初のオール電化バンは2019年の夏に納車されると予想された。

## 米国
アイスクリーム以外にも、スノーコーン、イタリアンアイス、ウォーターアイス、スナック、ソーダ、キャンディーなどを販売することもある。多くのトラックは、食べ物やアイスクリームを買うために道路を横断する子供たちを他のドライバーに警告するために、停止線の形をした看板を掲げている。また、消費者をトラックに引きつけるために、音楽を流すこともある。ソーシャルメディア・ネットワークの出現により、アイスクリーム・トラックの経営者の多くは、従来のビジネスモデルを再定義している。グルメ・アイスクリーム・サンドイッチのメーカーであるクールハウスのように、顧客を求めて巡回する従来のやり方に満足せず、ソーシャルメディアサイトでフォロワーを増やして、トラックの場所を「告知」している事業者もいる。

### ノベルティトラック
プロが作った包装食品を販売するアイスクリームトラックは「ノベルティトラック」と呼ばれている。このトラックには、一晩中電源が入り、電源を抜いても12時間以上温度が保たれる業務用コールドプレート冷凍庫が使用されている。音楽システムは、テープなどの可動部がない自動デジタルICや、より一般的なデジタルサウンドチップなどの機械的なものである。それぞれの「オルゴール」は、1曲または複数曲を演奏することができる。